# Phyllodonta cataphracta
Phyllodonta cataphracta är en fjärilsart som beskrevs av Louis Beethoven Prout 1931. Phyllodonta cataphracta ingår i släktet Phyllodonta och familjen mätare. Inga underarter finns listade i Catalogue of Life.